# Pseudochromadora incubans
Pseudochromadora incubans is een rondwormensoort. De wetenschappelijke naam van de soort is voor het eerst geldig gepubliceerd in 1990 door Gourbault & Vincx.